# Scala (Amsterdam)
Scala, dat voorheen TapasTheater heette, is een theater in Amsterdam-West gevestigd aan de Van Hallstraat 286, in de Staatsliedenbuurt. Het theater heeft vier zaaltjes in het souterrain en een foodbar op de begane grond. 

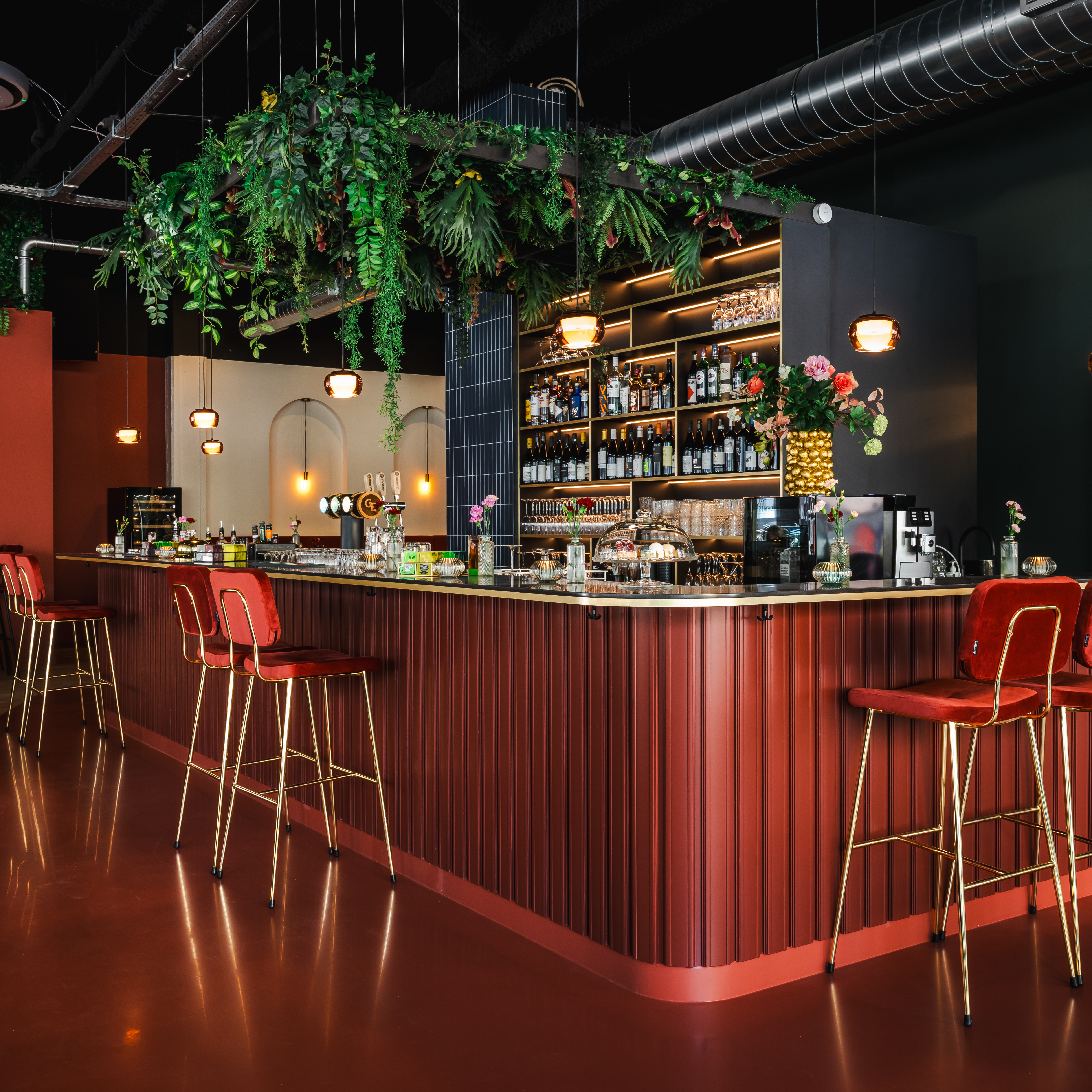

Scala programmeert per jaar circa 50 voorstellingen van zowel jonge, net afgestudeerde theatermakers als (meer) ervaren makers in het gelijknamige theater. Alle genres van toneel tot musical en van cabaret tot dans zijn te zien. Onder meer Alfred van den Heuvel, Lone van Roosendaal, Luuk Ransijn, Yoran de Bont, Thjum Arts, Benjamin van der Velden, Merel Baldé, Rein Hofman, Tim Teunissen, Renée de Gruijl,Tobias Oelderik, Rikkert van Huisstede, Ellen Röhrman, Tom Lash, Daphne Gakes, Guido Spek, Lisse Knaapen, Ridder van Kooten en Sjors Arts, Vlamousse, Zahra Lfil en Yvonne van den Eerenbeemt speelden nieuwe voorstellingen in het theater. Tevens spelen elk jaar de zes halvefinalisten van het Amsterdams Kleinkunst Festival er.

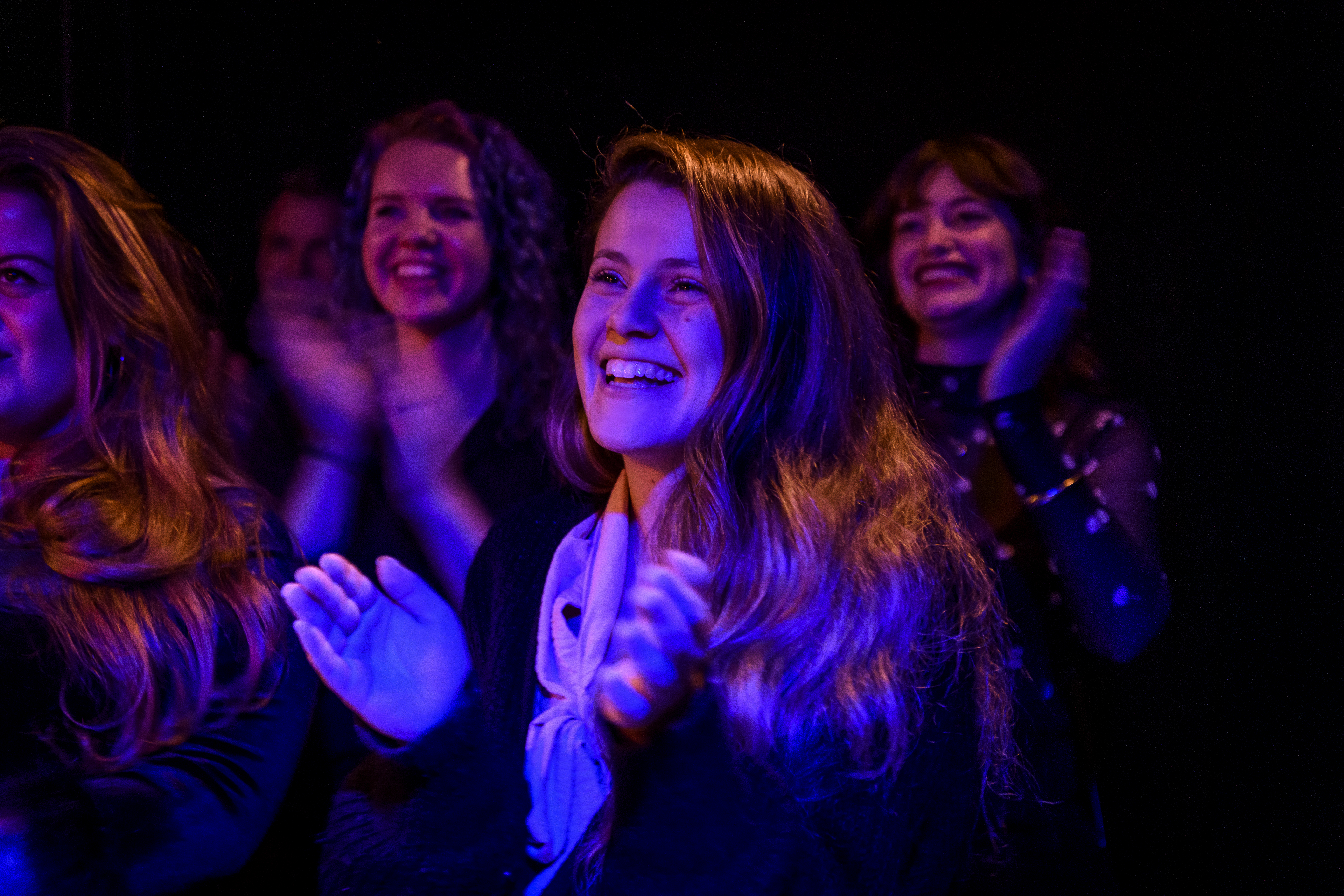

Daarnaast is het theater voor diverse acteurs en theatermakers een springplank gebleken naar de volgende stap in hun carrière, zoals voor Lisa Ostermann, die na diverse speelperioden in het theater in 2020 het Leids Cabaret Festival won, voor Rosa da Silva (winnaar van het Amsterdams Kleinkunst Festival 2019), Luuk Ransijn (winnaar Amsterdams Kleinkunst Festival 2023), Tim Kroezen (winnaar Groninger Studenten Cabaret Festival 2022, finalist Leids Cabaret Festival 2024), Albert Meijer (winnaar Amsterdams Studenten Cabaret Festival 2024), Milène van der Smissen, die in Scala ontdekt werd door een theaterproducent met een nationale tournee als gevolg, en Esther Lindenbergh, die met met haar voorstelling 'Frieda', over Nederlands celliste, dirigente en verzetsstrijder Frieda Belinfante, speelde op Amsterdam Fringe Festival, De Parade (theaterfestival) en vervolgens in een coproductie bij de Nationale Opera en Ballet.  
Tussen 2018 en 2023 zat Scala in Amsterdam-Oost aan de Andreas Bonnstraat, 40. 

## Prijzen
In 2019 won het theater de Cultuurmarketing Award. Andere genomineerden waren het Rotterdams Philharmonisch Orkest, Leiden International Film Festival, Toneelgroep Maastricht en Parktheater Eindhoven.